# 777 Charlie
777 Charlie er en indisk film fra 2022 af Kiranraj K..

## Medvirkende
- Charlie som Charlie / Keaton
- Rakshit Shetty som Dharma / Dharmaraj Dattana
- Sangeetha Sringeri som Devika Aradhya
- Raj B. Shetty som Dr. Ashwin Kumar
- Danish Sait som Karshan Roy
- Sharvari som Adhrika
- Bobby Simha som Vamshinadhan